# Pretty Persuasion
Pretty Persuasion è un film del 2005 diretto da Marcos Siega.

## Trama
La quindicenne Kimberly Joyce è una studentessa della Roxbury Academy, un liceo esclusivo di Berverly Hills. Trattata con indifferenza dai genitori divorziati, e ricevendo un pessimo esempio dal padre superficiale e razzista con il quale vive, Kimberly ha maturato un carattere cinico e narcisista. Odia segretamente la sua migliore amica, la fragile e ingenua Brittany, essendo questa fidanzata con l’ex-ragazzo di Kimberly, Troy, il quale la lasciò perché non tollerava che avesse già avuto rapporti sessuali col precedente fidanzato. Un giorno si iscrive nella loro scuola Randa, una ricca ragazza mediorientale che subito viene emarginata dai ragazzi della scuola perché musulmana. Kimberly e Brittany fanno amicizia con Randa, benché Kimberly la tratti con velato disprezzo.
Kimberly ottiene la parte da protagonista per uno spettacolo teatrale su Anna Frank organizzato dalla scuola, ma viene poi estromessa dal suo insegnante di inglese e teatro, Percy Anderson, per aver rivolto insulti antisemiti a un suo compagno ebreo, Josh. Kimberly decide dunque di accusare il signor Anderson di ripetute violenze sessuali, forte del fatto che il professore ha già la reputazione di essere particolarmente viscido con le sue alunne. La ragazza coinvolge nell’intrigo anche Brittany e Randa, promettendo loro che il processo darà loro la visibilità necessaria a realizzare il loro sogno di diventare attrici. Le due accettano, in quanto il signor Anderson aveva manifestato a Randa l’intenzione di bocciarla, oltre ad essersi rivolto in modo velatamente razzista nei suoi confronti, mentre Brittany in una singola occasione aveva subito una vera molestia da parte dell’insegnante.
In seguito alle accuse, il signor Anderson viene sospeso e sottoposto a processo e il caso attira l’attenzione dei media, in particolare della giornalista Emily Klein, che Kimberly seduce affinché realizzi servizi in favore delle ragazze. Grazie al supporto di Emily e all’incompetenza dell’avvocato del signor Anderson, le ragazze sembrano sul punto di vincere la causa. Tuttavia, quando giunge il momento per Brittany di testimoniare, Kimberly seduce Josh affinché convinca suo padre, un avvocato di successo, a difendere il signor Anderson pro bono. Brittany, che ha sempre avuto problemi a gestire la tensione, crolla prima ancora che il padre di Josh inizi a interrogarla, confessando la verità di fronte alla giuria.
Le tre ragazze vengono così espulse dalla scuola e Brittany viene lasciata da Troy, mentre il signor Anderson viene comunque abbandonato dalla moglie, essendosi questa resa conto che, nonostante la falsità delle accuse, l’uomo è realmente ossessionato dalle ragazzine. Kimberly viene allontanata dal padre e costretta a trasferirsi dalla madre, ma, ricattando Emily, riesce comunque a ottenere il suo appoggio mediatico e ottiene una parte come attrice in una soap opera. Randa invece si suicida per la vergogna, sparandosi in testa con una pistola.
Josh confessa a Brittany l’intrigo in cui lo ha coinvolto Kimberly. Brittany chiede spiegazioni a Kimberly e questa le svela che tutta la faccenda, dall’insulto razzista a Josh fino alle accuse al signor Anderson, faceva parte di un suo piano volto a rovinare Brittany e indurre Troy a lasciarla. Inorridita, Brittany rompe l’amicizia con Kimberly e le dà della psicopatica. Nella scena conclusiva, Kimberly osserva se stessa in televisione in una scena della soap opera in cui recita e inizia a piangere.